# ثوم كورسيكي
ثوم كورسيكي (الاسم العلمي: Allium corsicum) هو نوع من النباتات يتبع جنس الثوم من فصيلة النرجسية.